# Cylindera minuta
Cylindera minuta es una especie de escarabajo del género Cylindera, tribu Cicindelini, familia Carabidae. Fue descrita científicamente por Olivier en 1790.
Se distribuye por Bangladés, Estados Unidos, India, Malasia, Indonesia, Tailandia, Laos y Vietnam. La especie se mantiene activa durante los meses de abril, mayo, junio, julio, septiembre, octubre y noviembre.